# Objektrelationale Datenbank
Eine Objektrelationale Datenbank (kurz ORDB), stellt das Bindeglied zwischen klassischen relationalen Datenbanken und Objektdatenbanken dar. Sie kommen überall dort zum Einsatz, wo Mengen von Objekten in Beziehung zu anderen Daten oder Objekten gebracht werden müssen.

## Weitere Details
Zwischen den relationalen und den objektorientierten Datenmodellen gibt es viele Entsprechungen, so entspricht die Entität dem Objekt und der Entitätstyp der Klasse. Diese Basis hat zur Entwicklung von objektrelationalen DBS geführt, die durch eine Spracherweiterung um objektorientierte Methoden und Datentypen zur Verbesserung des relationalen Modells und damit zur Handhabung komplex strukturierter Daten geführt haben.
Häufig wird über eine Relationale Datenbank eine objektorientierte Zugriffsschicht gesetzt.
Bei manchen Zugriffsschichten werden die Objekte und deren Attribute erst dann geladen, wenn sie in der Anwendung auch benötigt werden.
Einsatzgebiete sind unter anderem Systeme zur Erfassung geographischer Daten (GIS), bei denen Koordinaten miteinander verknüpft sind oder andere Daten referenzieren. Beispielsweise referenzieren mehrere Koordinaten-Objekte eine Straße: die Koordinaten stehen in Relation mit einem Straßennamen und sind selbst Objekte, die zueinander eine Beziehung haben.